# Blockade von Pamplona (1813)
Bailén –  Roliça –Vimeiro – Saragossa (1808) – Burgos (Gamonal) – Medina de Rioseco – Espinosa –  Tudela – Somosierra – Saragossa (1809) – La Coruña – Torres Vedras – Valls – Braga –  Oporto –  Talavera – Ocaña – Gerona – Ciudad Rodrigo (1810) – Buçaco – Gévora – Barrosa – Badajoz (1811) – Fuentes de Oñoro – La Albuera – Tarragona (1811) – Sagunt (Murviedro) – Ciudad Rodrigo (1812) – Badajoz (1812) –  Majadahonda – Salamanca – García Hernández –  Venta del Pozo – Vitoria – 
Sorauren – San Sebastián – Bidassoa
Die Belagerung oder Blockade von Pamplona gehört in die letzte Phase der Napoleonischen Kriege auf der Iberischen Halbinsel. Ursprünglich wollte Napoleon mit den Spaniern die Briten aus Portugal vertreiben. Aber als er versuchte seinen Bruder Joseph als König von Spanien zu etablieren, kam es zum Aufstand vom 2. Mai. Dieser ermöglichte es den Briten, von Portugal kommend und zusammen mit den aufständischen Spaniern, die Franzosen nun auch noch aus Spanien zu vertreiben. Gleichzeitig hatte Paris viele Truppen für Napoleons Russlandfeldzug abgezogen, die nach der Niederlage auch nicht ersetzt werden konnten. Das ermöglichte es den Briten, bis zu den Pyrenäen vorzustoßen. Die Blockade war also Teil der Initiative der Briten, bis an die französische Grenze vorzudringen.

## Vorgeschichte

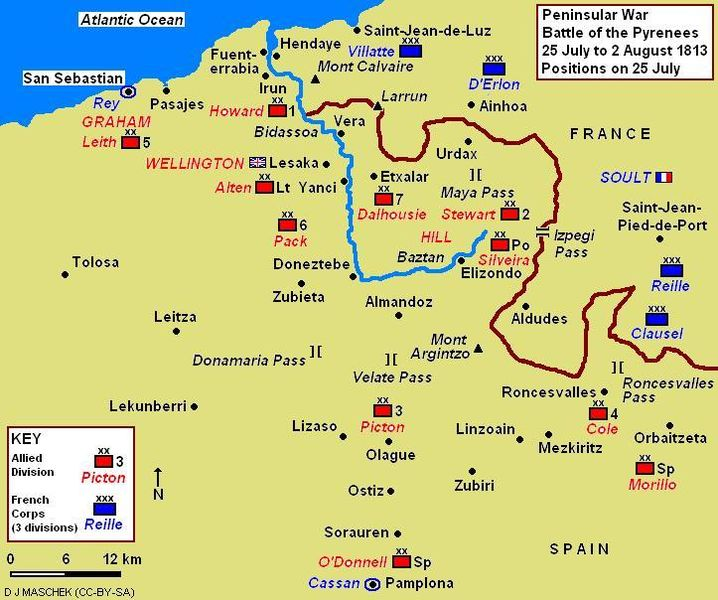
Übersicht über die Stellung der Truppen Ende 1813

Nach dem Sieg bei Vitoria an 21. Juni 1813 plante Wellington die Franzosen aus den Festungen von Pamplona und San Sebastian zu vertreiben. Die Orte waren aber jeweils mit einer starken französischen Besatzungen versehen.
Wellington schickte eine britische Division unter Sir Rowland Hill nach Pamplona, die am Agra liegende Hauptstadt der Provinz Navarra
Bereits am 25. Juni hatte die Division die Festung eng eingeschlossen. Zunächst war geplant die Festung förmlich zu belagern. Nach einer Erkundung wurde festgestellt: die Festung war in einen guten Zustand und mit 200 Geschützen bewaffnet. Außerdem wurde die Stadt durch eine Zitadelle und den Fluss geschützt, dazu kamen 4000 kampferprobte Soldaten als Besatzung. 

## Verlauf
Daher wurde beschlossen, die Festung nur zu blockieren. Mit der Blockade wurde der Generalleutnant George Ramsay beauftragt. Mit der 6. und 7. Division des britisch-spanischen Heeres begann er rings um die Stadt Feldbefestigungen anzulegen. Damit sollte das  Einschließungskorps alle Zugänge zur Stadt kontrollieren. Daher wurden in 1200 bis 1500 Meter Entfernung neun große Redouten errichtet. Bestückt wurde diese mit bei Vitoria erbeuteten Kanonen und einer Besatzung zur Verteidigung. Nach Abschluss der Arbeiten wurde eine spanische Reserve-Armee unter O’Donnell mit der Blockade beauftragt und die zwei Division unter Dalhousie kehrten zur Hauptarmee zurück.
Während es um Pamplona relativ ruhig blieb, versuchte Wellington San Sebastian mit Gewalt zu erobern. Auch der französische Marschall Soult blieb nicht untätig. Die Franzosen versuchten zur Festung Pamplona durchzubrechen, wurden aber in blutigen Gefechten am 25. und 30. Juli und nochmals am 7. Oktober abgewiesen (Schlacht bei den Pyrenäen). Nachdem die Briten am Bidassoa durchgebrochen waren, musste sich Soult zurückziehen und damit war kein Entsatz mehr möglich. Die Festung kapitulierte am 31. Oktober 1813. 
Da der Senat der Stadt bestätigte, dass die Franzosen trotz der angespannten Situation eine gute Disziplin gehalten und der Kommandant Freiherr Cassan keine unnötige Härte oder Grausamkeiten begannen hatte, durfte die Besatzung mit militärischen Ehren die Stadt verlassen, musste sich aber in Kriegsgefangenschaft begeben.
Mit dem Falle von Pamplona war der Krieg im nordöstlichen Spanien beendet.